# Łucjan Ruszała
Łucjan Ruszała, imię chrzestne Władysław (ur. 13 maja 1908 w Przedmieściu Czudeckim, zm. 30 stycznia 1945 w Tallinnie) – polski duchowny katolicki, kapucyn, misjonarz w Estonii.
Był synem Jana i Anny z Ziobrów. W latach 1916–1924 uczęszczał do szkoły powszechnej we wsi Przedmieście Czudeckie, następnie kształcił się w Kolegium Serafickim Ojców Kapucynów w Rozadowie nad Sanem. W sierpniu 1926 rozpoczął nowicjat w klasztorze kapucynów w Sędziszowie (powiat ropczycki). Śluby czasowe złożył w tymże klasztorze w sierpniu 1927, następnie kontynuował naukę w klasztorze kapucynów w Krakowie, gdzie ukończył edukację na poziomie gimnazjalnym. Od 1929 był słuchaczem Studium Filozoficzno-Teologicznego Ojców Kapucynów w Krakowie. 7 września 1930 złożył zakonne śluby wieczyste, 19 czerwca 1932 przyjął święcenia kapłańskie. W lipcu 1933 ukończył studia, otrzymując dyplom kaznodziei.
Jesienią 1934 wyjechał do pracy misyjnej do Estonii, gdzie dołączył do działającej od trzech lat placówki kapucynów krakowskich. Pracował początkowo w Tartu i Parnawie, zmagając się z niechętną postawą z jednej strony misjonarzy niemieckich, z drugiej – władz estońskich. Po utworzeniu pięciu nowych parafii katolickich został w 1935 proboszczem w Petseri. Był jedynym polskich duchownym na południu Estonii, w związku z czym sprawował opiekę duszpasterską nad grupami Polaków w miastach Valga i Tartu (łącznie około 250 osób), a także polskimi robotnikami czasowymi. Obok pracy duszpasterskiej zajmował się działalnością patriotyczną, kolportował polską prasę ("Mały Dziennik"), organizował obchody polskich świąt narodowych, także po wybuchu II wojny światowej.
Doświadczenia ze swojej pracy misyjnej opisywał na łamach prasy zakonnej (m.in. artykuły Pole pracy we "Wzlocie Serafickim", 1936, nr 5; W siedzibie Robinsona, tamże, 1936, nr 7/8; Misje polskich kapucynów w Estonii w czasopiśmie "Pokój i Dobro", 1937, nr 9). W ostatnich latach życia chorował na cukrzycę; zmarł w styczniu 1945 i został pochowany na cmentarzu katolickim w Tallinnie.

## Źródła
- Czesław Brzoza, Łucjan Ruszała, w: Polski Słownik Biograficzny, tom XXXIII wyd.1991